# برسونا 3
برسونا 3  معروف أيضا تحت اسم شين ميغامي تينسي : برسونا 3  هي لعبة فيديو من نوع العاب تقمص الادوار تم تطويرها من طرف شركة أتلوس. اللعبة هي الرابعة ضمن سلسلة برسونا , والتي هي بدورها جزء من سلسلة أكبر وهي ميغامي تينسي. تم إطلاقها في اليابان للبلايستيشن 2 في  يوليو 2006 ,  نسخة أمريكا الشمالية تم تأخيرها إلى 2007 لأسباب لها علاقة بنشرالكتاب الفني الرسمي. نسخة ثانية ,من اللعبة أضاف لها المخرج خاتمة مكتوبة إضافة إلى تغييرات أخرى , تم إطلاقها في اليابان في 2007 و نشرت في باقي الدول في العام الموالي,
في لعبة برسونا  3، يلعب اللاعب دور طالب في المدرسة الثانوية ينضم إلى فرقة التنفيذ اللامنهجية المتخصصة، وهي مجموعة من الطلاب الذين يحققون في الساعة المظلمة، وهي فترة زمنية تتراوح بين يوم واحد واليوم التالي القليل من الناس من يعلمون بها. خلال الساعة المظلمة، يدخل اللاعب, تارتاروس، وهو برج كبير يحتوي على الظلال، وهي كائنات تتغذى على عقول البشر. لمحاربة الظلال، كل عضو في الفرقة قادر على استدعاء شخصية (من هنا جاء اسم اللعبة persona ). الميزة الأكثر أيقونية في اللعبة هي الطريقة التي يقوم بها أعضاء الفرقة بإصدار شخصياتهم: بإطلاق كائن يشبه البندقية يسمى إيفوكر على رؤوسهم. بالإضافة إلى كونها لعبة تقمص الأدوار، برسونا 3 هي إيضا من ألعاب المحاكاة، حيث تحاكي  العام الدراسي، وتكوين صداقات وتكوين علاقات تعمل على تحسين قوة الشخصيات في المعركة.
كان استقبال بيرسونا 3 إيجابيًا بشكل أساسي ؛ استمتع النقاد باجتماعية للعبة، بينما وجد البعض قتالها وبيئاتها متكررة. وقال النقاد  ان الخاتمة المكتوبة للنسخة الثانية نجحت في ختم قصة اللعبة، لكنها تعرضت لانتقادات لأنها لا تضم الجانب المحاكاتي للعبة. تم إصدار نسخة بلاي ستيشن بورتبل من برسونا 3، بعنوان برسونا 3 بورتبل في اليابان في نوفمبر 2009، في أمريكا الشمالية في يوليو 2010، وفي أوروبا في أبريل 2011. تشمل هذه النسخة , القدرة على اللعب كبطلة أنثى، وعناصر قصة وموسيقى جديدة، وواجهة جديدة مصممة لبلاي ستيشن بورتابل. لعبتين من ألعاب القتال أكملت قصة فرقة التنفيذ اللامنهجية المتخصصة، بيرسونا 4 أرينا و بيرسونا 4 أرينا أولتيماكس تم إصدارها  2010. صدرت أيضا عدة أعمال فنية مقتبسة من اللعبة مثل ألبومات الموسيقى ،دراما إذاعية،  مانجا، وسلسلة رسوم متحركة.

## اللعب
تجمع لعبة برسونا 3 بين عناصر ألعاب تقمص الأدوار التقليدية وألعاب المحاكاة. تتبع اللعبة شخصية البطل، وتحاكي حياتهم اليومية بالذهاب إلى المدرسة وبناء علاقات مع أشخاص آخرين مع قتال كائنات شريرة تُعرف باسم الظلال خلال ساعة الظلام الغامضة. يتم تقسيم كل يوم بين مناطق زمنية مختلفة، وأكثرها شيوعًا هي «بعد المدرسة / النهار» و «المساء». باستثناء الأحداث الرئيسية المكتوبة، مثل تقدم الحبكة أو الأحداث الخاصة، يكون للاعب الحرية في اختيار الطريقة التي يقضي بها كل يوم، مع مرور الوقت في معظم الأنشطة. تختلف أنواع الأنشطة والشخصيات التي يمكن التفاعل معها تبعًا لليوم من الأسبوع والوقت من اليوم. بالإضافة إلى ذلك، فإن بعض الأنشطة مقيدة بالسمات الثلاث للبطل ؛ الدراسة والجاذبية والشجاعة، والتي يمكن بناؤها من خلال أداء أنشطة مختلفة أو اتخاذ خيارات صحيحة معينة. خلال المساء، يمكن للاعبين اختيار زيارة تارتاروس، البناية الرئيسية للعبة، حيث يمكنهم تطوير المهارات واكتساب عناصر جديدة. في يوم اكتمال القمر، سيشارك اللاعبون في معركة  من أجل إحراز تقدم في القصة.

### الشخصيات والروابط الاجتماعية
العنصر الرئيسي في اللعبة هو الأشخاص، والعديد من المخلوقات والوحوش المرتبطة كل شخصية لها مجموعتها الخاصة من نقاط القوة والضعف، وتمتلك قدرات مختلفة، تتراوح من القدرات الهجومية والدعم، إلى القدرات الدفاعية التي تدعم الشخصية.  كل من الشخصيات الرئيسية في اللعبة لها صفات خاصة بها، وبعضها يتغير شكله مع تقدم القصة، بطل الرواية قادر على استخدام العديد من الشخصيات، والتي يمكن التبديل بينها أثناء المعارك. يمكن إنشاء شخصيات جديدة من خلال زيارة غرفة فيلفيت ودمج العديد من الشخصيات معًا، ونسخ حركات معينة من الشخصيات المستخدمة. الشخصيات التي يمكن للاعب إنشاءها مرتبطة بالمستوى الحالي للبطل.   يمكن أيضًا الحصول على الشخصيات بعد المعارك، ويمكن استدعاء الشخصيات الذين تم الحصول عليهم مسبقًا من ملخص الشخصيات بالمقابل. بالإضافة إلى ذلك، تسمح غرفة فيلفيت للاعبين بأداء المهام، مثل استرداد عناصر معينة، من أجل الحصول على مكافأة.
الجديد في هذه السلسلة هي الروابط التي تتكون من العديد من شخصيات اللعبة. من خلال قضاء الوقت مع هذه الشخصيات، تزداد رتبة هذه الروابط الاجتماعية. عند إنشاء شخصية معينة، سيتم منح مكافأة خبرة إذا كانت  تمتلك رابطًا اجتماعيًا، مع منح مكافآت أكبر اعتمادًا على الرتبة. يمكن أن يساعد أداء أنشطة معينة  في تقريب الرابط الاجتماعي من الزيادة في الرتبة. يمنح الوصول إلى الحد الأقصى من الرابط الاجتماعي للاعبين القدرة على إنشاء شخصيات محددة. على العكس من ذلك، يمكن أن تؤدي الإجراءات السلبية، مثل خيارات الحوار غير الصحيحة أو مواعدة شخصيات متعددة، إلى ارتباط اجتماعي معكوس، والذي يمكن أن يمنع اللاعبين من استدعاء شخصيات  حتى يتم إصلاحها. في أسوأ السيناريوهات، يمكن أن ينكسر الرابط الاجتماعي المعكوس، ويزيل بشكل فعال جميع الشخصيات من اللعبة.

### تارتاروس والقتال
تارتاروس هي البناية الرئيسية للعبة، والتي يمكن زيارتها خلال المساء، بشرط أن تسمح الظروف بذلك (على سبيل المثال، قد يؤدي عدم وجود بعض الشخصيات إلى منع اللاعب من زيارة تارتاروس في تلك الليلة). يجوز للاعب أن يأمر أعضاء الفريق الآخرين بالانقسام لاستكشاف المنطقة، أو مهاجمة الظلال تلقائيًا  حين رؤيتها.  يجب على اللاعب هزيمة الظلال القوية من أجل مواصلة تقدمه. من حين لآخر، يتجول المدنيون الأبرياء في تارتاروس وينتهي بهم الأمر في طوابق معينة.  إنقاذ هؤلاء المدنيين بأمان قبل اكتمال القمر يمنح مكافآت إضافية يتم الحصول عليها من مركز الشرطة. قد يتسبب قضاء الكثير من الوقت في تارتاروس في أن تصبح الشخصيات «متعبة» أو «مريضة»، مما قد يؤثر على أدائها أثناء المعركة. بالإضافة إلى ذلك، إذا أصبح البطل متعبًا أو مريضًا، فقد يتم إعاقة بعض الأنشطة، مثل الدراسة في الليل. يمكن للاعبين استعادة حالتهم عن طريق أخذ عناصر معينة أو زيارة المستوصف أو الذهاب إلى الفراش مبكرًا.
تحدث المعركة عندما يلتقي اللاعب مع أحد الظلال وهو يتجول، ويشترك في المعركة أي شخص على مقربة منه. مهاجمة الظل دون أن يلاحظ  يمنح اللاعب ميزة إضافية، بينما يكتسب العدو ميزة إضافية إذا تعرض اللاعب للهجوم أولاً. تستخدم المعارك نظام «التناوب»، حيث يتناوب كل من الحلفاء والأعداء على الهجوم باستخدام أسلحة أو عناصر أو قدرات شخصية. باستخدام خيار التكتيكات، يمكن للاعب تعيين ذكاء اصطناعي محدد للمعركة لكل عضو في المجموعة (في برسونا 3 بورتبل، قد يختارون أيضًا إصدار أوامر مباشرة). تنقسم الهجمات الهجومية إلى ثلاثة أنواع ؛ الضرب والقطع والثقب وستة عناصر ؛ النار والجليد والكهرباء والرياح والضوء والظلام، وهي سمات قد يمتلك كل من الشخصيات والظلال نقاط قوة وضعف تقابلها. تستهلك القدرات البدنية نقاط الصحة, بينما تستخدم القدرات الذهنية و السحر نقاط المهارات. من خلال استغلال ضعف العدو أو تنفيذ هجوم مفاجئ، يمكن للشخصيات أن تسقط الخصم، ومنح هذه الشخصية دورًا إضافيًا، على الرغم من أن الأعداء يمكنهم أيضًا الاستفادة من ضعف الحليف للحصول على دور إضافي. إذا تمكن اللاعب من هزيمة جميع الأعداء، فقد يتم منحهم الفرصة لأداء هجوم شامل، حيث يهاجم جميع أعضاء الفريق  الأعداء لإحداث أضرار جسيمة.  يمكن إحياء الحلفاء الذين فقدوا كل ما لديهم من نقاط القوة باستخدام عناصر وقدرات إحياء، ولكن إذا فقد بطل الرواية كل ما لديهم من نقاط القوة، فستنتهي اللعبة.
عند الفوز بالمعركة، يكتسب اللاعبون نقاط خبرة مقسمة بين أعضاء المجموعة. يتيح اكتساب خبرة كافية للأشخاص زيادة المستوى، ومنح إحصائيات محسنة وقدرات جديدة. قد يمنح بعض الأشخاص أيضًا بطاقات المهارة، والتي يمكن منحها إلى أشخاص آخرين لتعليمهم قدرات جديدة. سيسمح رفع مستوى البطل باستدعاء شخصيات ذات مستوى أعلى في غرفة فيلفيت، بالإضافة إلى السماح للاعب بحمل المزيد من الشخصيات. في نهاية معارك معينة، قد تظهر لعبة صغيرة تُعرف باسم شافل تايم، حيث يختار اللاعبون بطاقة من مجموعة يتم خلطها. يمكن أن تمنح مكافآت، مثل نقاط الخبرة الإضافية، أو النقود، أو الصحة المستعادة، أو تمنح اللاعب شخصيات جديدة. وفي المقابل فإن اختيار بطاقة ملعونة سيؤدي إلى ظهور وحش قوي للغاية  المعروف باسم ريبر.

## الحبكة

### الضبط
تدور أحداث قصة برسونا 3 في مدينة يابانية عام 2009 تسمى إيواتوداي، تم إنشاؤها وتمويلها من قبل شركة كيريغو. تم إجراء العديد من التجارب قبل عشر سنوات لإنشاء( «ساعة الظل» )، وهي فترة زمنية موجودة بين يوم وآخر. خلال هذا الوقت، يتحول معظم الناس إلى توابيت ولا يكونون على علم بساعة الظلام ؛ ومع ذلك، هناك مجموعة مختارة من الأشخاص يعلمون بها.  الساعة المظلمة تحني الواقع (تجعله مائلا). تحولت مدرسة جيكوكان الثانوية، حيث تدرس معظم الشخصيات خلال النهار، إلى برج متاهة ضخم يسمى تارتاروس، وتتجول الوحوش المعروفة باسم الظلال في المنطقة، وتتغذى على عقول أولئك الذين ما زالوا واعين. تترك الظلال ضحاياها في حالة شبه جامدة خارج ساعة الظلام.  للتحقيق والتعرف على ساعة الظلام، والظلال، و تاتاروس، تم إنشاء «فرقة التنفيذ اللامنهجية المتخصصة» و هي مجموعة من طلاب المدارس الثانوية قادرون على استدعاء كائنات تُعرف باسم برسونا (شخصيات) لمحاربة الظلال.  يصف دليل تعليمات برسونا3  كون البرسونا «روحًا ثانية تسكن في أعماق قلب الشخص. إنها شخصية مختلفة تمامًا تظهر عندما يواجه الشخص شيئًا من خارج هذا العالم.»  عادةً ما يستدعي مستخدمو برسونا شخصيتهم الخاصة بهم من خلال إطلاق كائن يشبه البندقية يسمى إيفوكر على رؤوسهم. يظهر التأثير الذي يبدو أنه زجاج مكسور من رأس المستخدم عند استخدام إيفوكر.

### الشخصيات
الشخصية الرئيسية في برسونا 3 هي بطل صامت، يسميه اللاعب في بداية اللعبة. هو صبي في سن المراهقة، يتيم عندما كان طفلاً، عاد إلى المدينة التي نشأ فيها قبل عشر سنوات من الالتحاق بمدرسة جيكوكان الثانوية. بعد تعلم قدرته على استدعاء شخصية، انضم إلى  فرقة التنفيذ اللامنهجية المتخصصة، التي تتكون من طلاب في مدرسته: يوكاري تاكيبا، فتاة مرحة وشعبية ؛ أكيهيكو سانادا، طالب جامعي هادئ ومتميز يقود فريق الملاكمة في المدرسة ؛ وميتسورو كيريجو، رئيسة مجلس الطلاب وابنة رئيس مجموعة كيريجو، الذي يوفر الدعم أثناء المعركة. مع تقدم اللعبة، ينظم إلى الفرقة أعضاء الجدد: جونبري جوري، وهو مهرج في الفصل وأفضل صديق للبطل ؛  فوكا ياماغيشي، فتاة خجولة حلت محل ميتسورو كشخصية داعمة. أيكيس، أنثى أندرويد صممتها مجموعة كيريجو لمحاربة الظلال ؛  كين أمادا، تلميذ ابتدائي قتلت والدته على يد مستخدم شخصي ؛  شينجيرو اراغاكي، عضو سابق في في استقال بسبب أحداث سابقة؛  وكورومارو، كلب قادر على استدعاء شخصية.

### قصة
تبدأ برسونا 3  بنقل بطل الرواية إلى مدرسة جيكوكان الثانوية، والانتقال إلى سكن في المدينة. بعد معرفة قدرته على استدعاء شخصية، طُلب منه الانضمام إلى الفرقة، وانتُخب في النهاية قائدًا لها في القتال. ينضم أعضاء إضافيون إلى الفرقة بمرور الوقت، ويدرس جميع الطلاب في جيكوكان: جونبي، الذي اكتشف مؤخرًا قدرته على استدعاء شخصية ؛ أكيهيكو، الذي منعته إصابة ذراعه من القتال ؛ وفوكا، الذي حل محل ميتسورو كعضو دعم للفريق. بعد إيقاظ  قدرته الشخصية، يتم نقل بطل الرواية إلى غرفة فيلفيت، والتي يقول مالكها، إيغور، أنها عالم بين «الحلم والواقع».  يشرح له إيغور أن قدرة الشخصية الخاصة به مميزة: فهو العضو الوحيد في الفرقة القادر على استخدام العديد من الشخصيات في المعركة.  داخل اللعبة، غرفة فيلفيت هي المكان الذي قد يدمج فيه اللاعب شخصين أو أكثر لإنشاء شخصية جديدة. يشجع إيغور أيضًا بطل الرواية على مقابلة الأشخاص وتكوين روابط معهم، تُعرف باسم الروابط الاجتماعية. وفقًا لإيجور، ستحدد قوة روابطه الاجتماعية إمكاناته في القتال.
في الليالي التي يكون فيها القمر بدراً، تتعرض المدينة للهجوم بواسطة ظل أقوى من الظلال الموجودة في تارتاروس. بعد العديد من هذه الحوادث، يضطر ميتسورو إلى الكشف عن أصل تارتاروس والساعة المظلمة للفريق. قبل عشر سنوات، بدأت مجموعة كيريغو، وهي شركة أبحاث أسسها جد ميتسورو، في تجميع واحتواء الظلال. درسوا وأجروا تجارب عليها لتسخير قوتهم. ومع ذلك، فشلت التجارب، مما سمح للظلال بالهروب والتجمع في اثني عشر مخلوقًا أكبر.  أخبرهم زعيمهم شوجي إكوتسوكي، أنهم إذا هزموا جميع الظلال الإثني عشر الكبرى، فإن تارتاروس و الساعة المظلمة سيختفيان إلى الأبد.
مع استمرار العام، ينظم إلى المجموعة اثنين آخرين من مستخدمي برسونا إلى الفريق: كين وكورومارو. أثناء إجازتهم في ياكوشيما، يواجه يونباي و أكيهيكو و البطل, ايغيس (الاندرويد)، التي هربت مؤخرًا من المختبر الذي احتجزت فيه، على الرغم من وضعها خارج الخدمة لسنوات.  لأسباب لا تستطيع تفسيرها، كانت بحاجة إلى أن تكون بالقرب من بطل الرواية، حتى اقتحام غرفته في النوم ليلاً لمراقبته.  تم تجنيد ايغيس أيضًا في الفرقة. بعد هزيمة الظل الثاني عشر والأخير، علم أعضاء الفرقة أنه قد تم تضليلهم من قبل شوجي إكوتسوكي. من خلال تدمير الظلال الكبرى، قاموا بتحرير أجزاء من كائن معروف باسم نيكس، والذي سيؤدي إلى نهاية العالم إذا تم استعادته بالكامل.  نيكس، أو «الكائن الأمومي»، هو خالق الظلال.